# Opatov (Kobylice)
Opatov je malá osada, základní sídelní jednotka obce Kobylice v okrese Hradec Králové.

## Historie
Osada se poprvé připomíná v roce 1672 jako majetek benediktinského kláštera v Broumově. Později byla osada pro nepříznivé životní podmínky opuštěna a znovu byla založena v roce 1786 jako majetek sloupenského panství.
V roce 2022 se v osadě nachází 7 domů.

## Fotogalerie

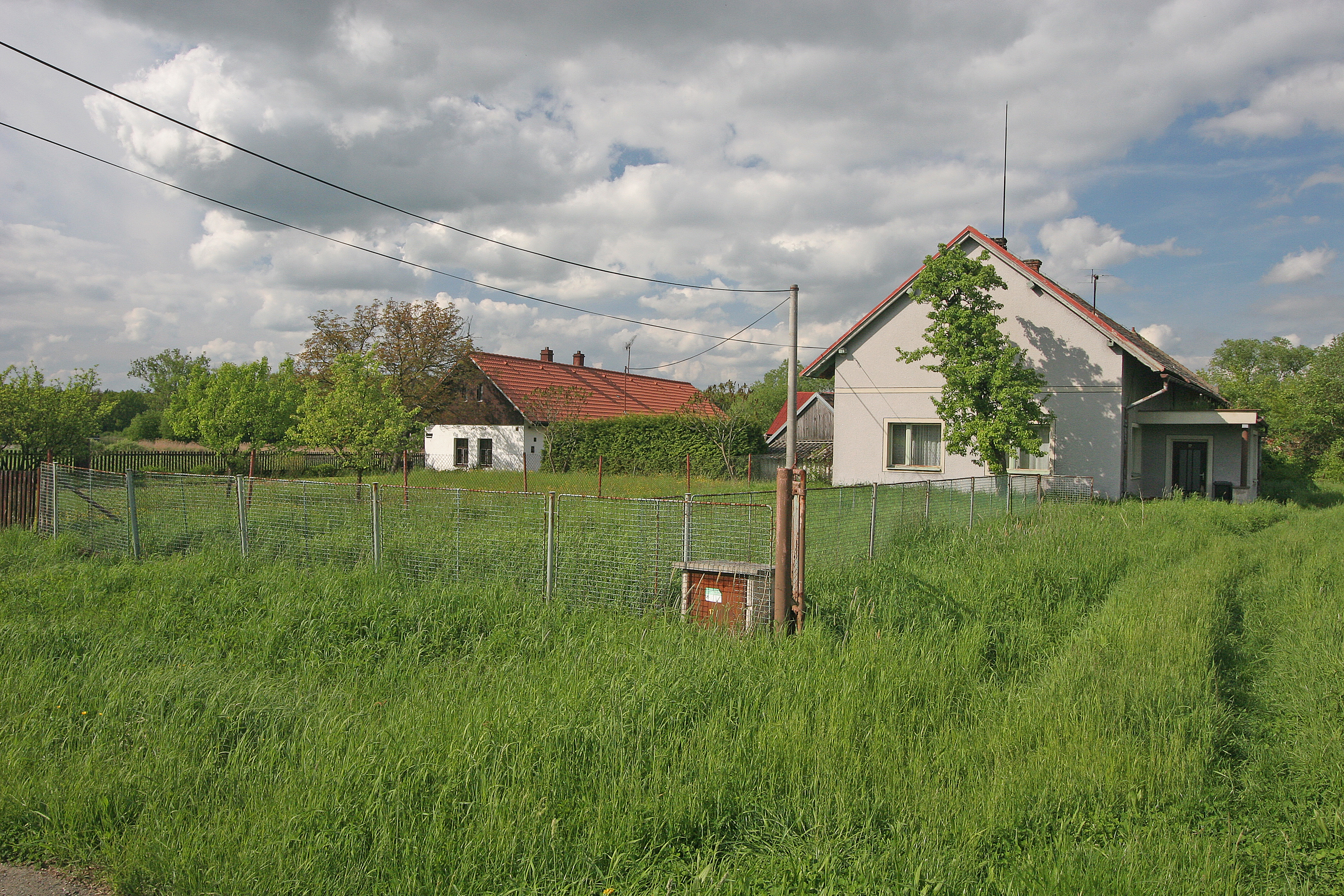
Opatov čp. 17
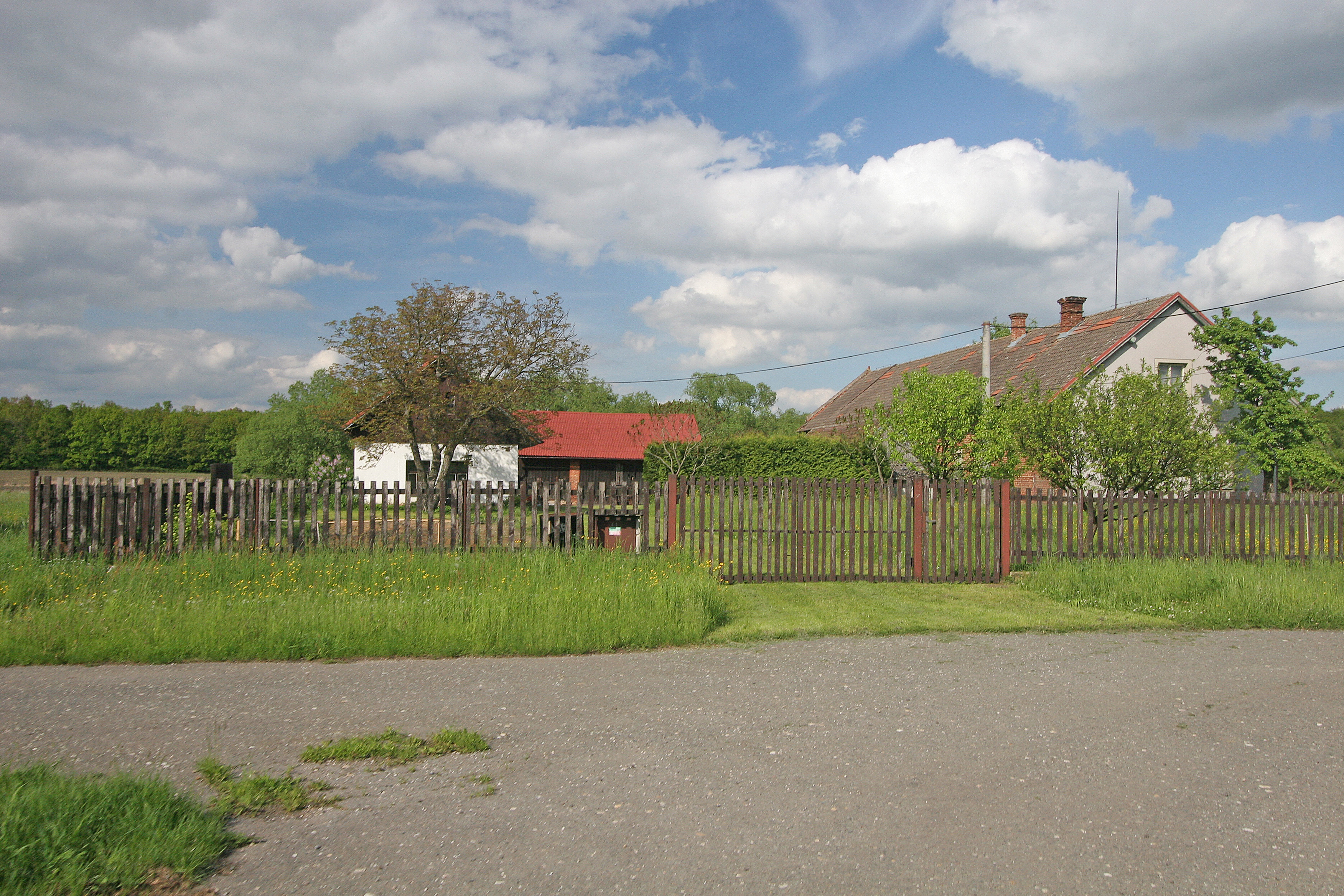
Opatov čp. 45
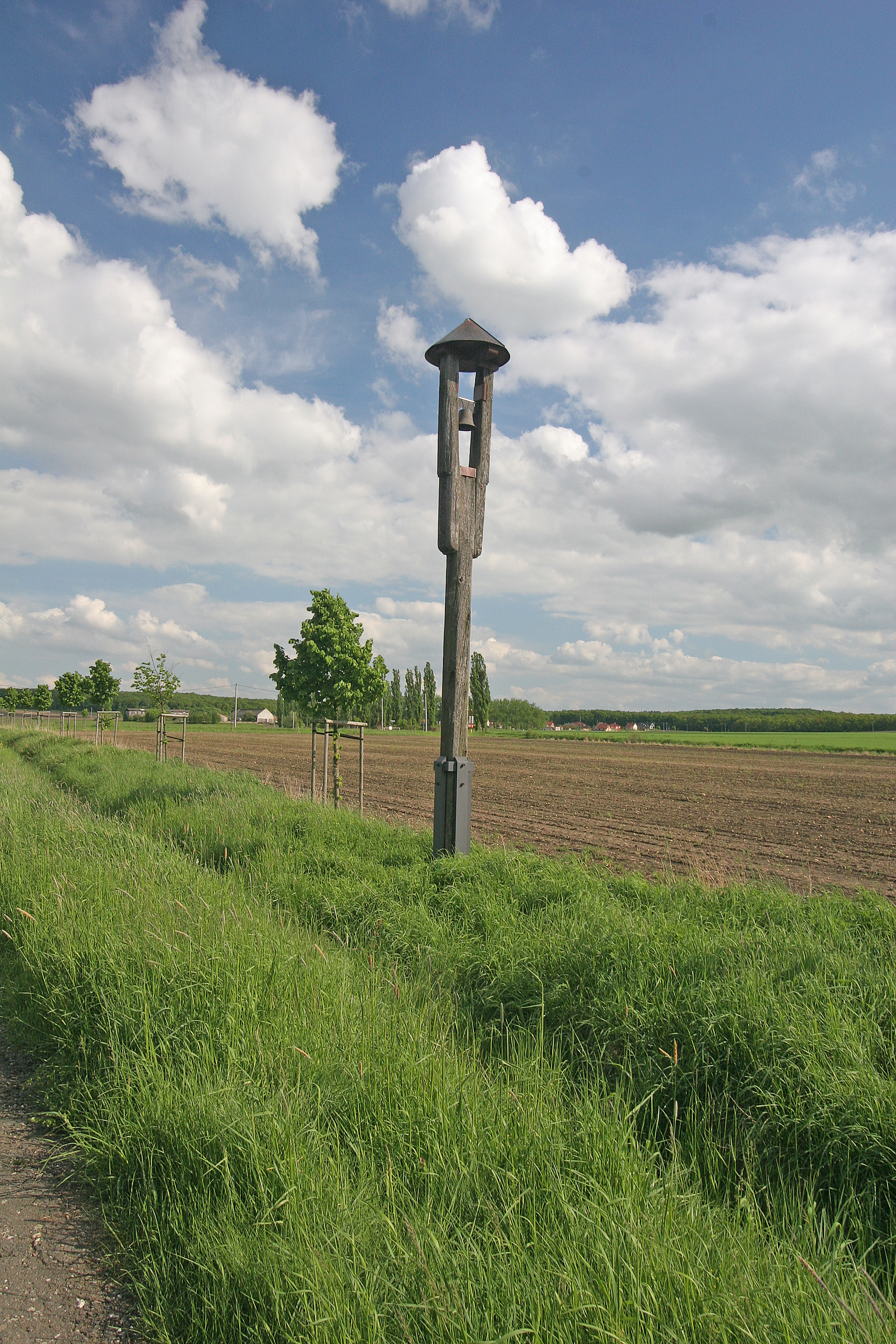
zvonička v Opatově
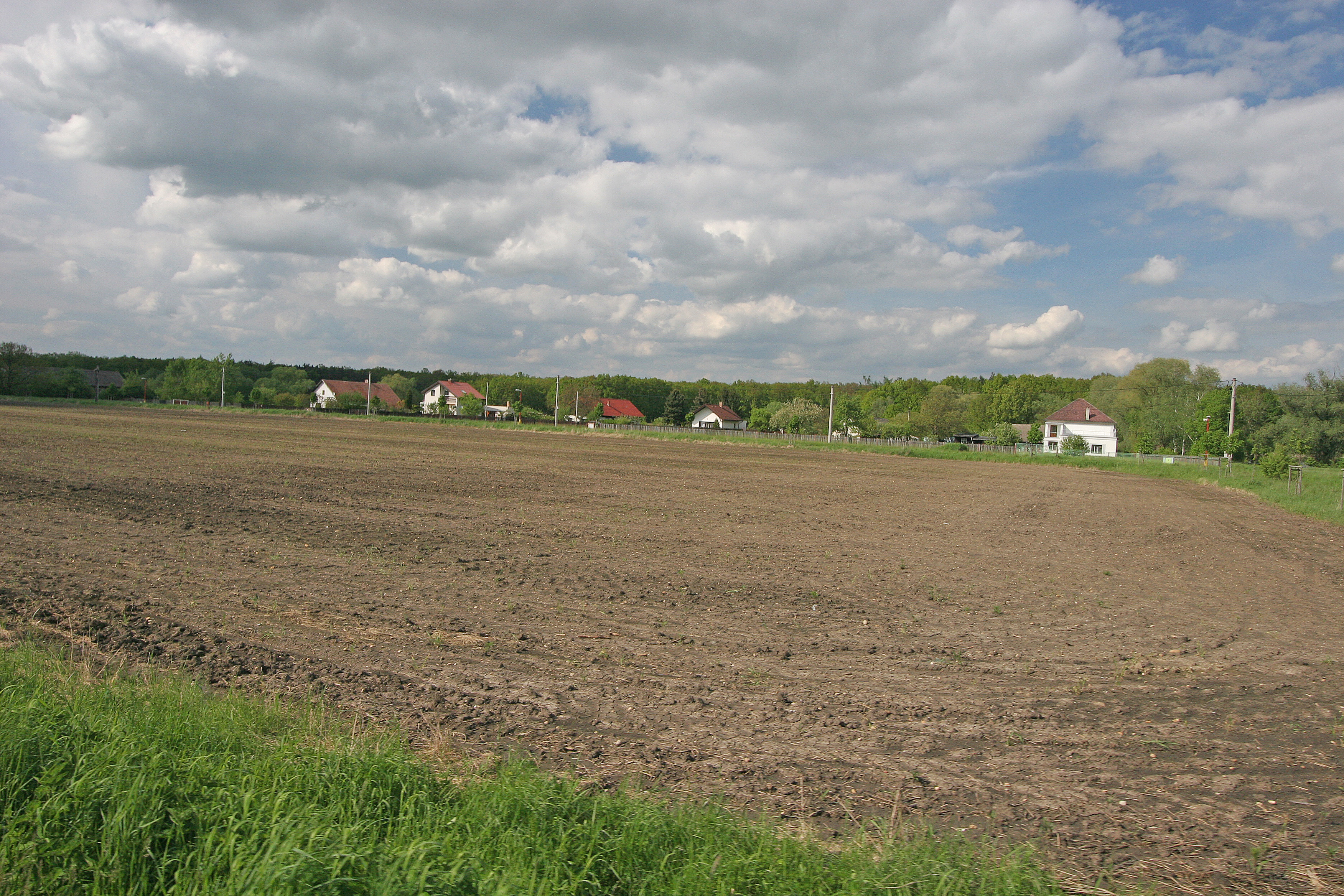
pohled na Opatov ze silnice z Kobylice